# Cúp quốc gia Scotland 2005–06
Cúp quốc gia Scotland 2005–06 là mùa giải thứ 121 của giải đấu bóng đá loại trực tiếp uy tín nhất Scotland, vì lý do tài trợ nên còn có tên là Cúp quốc gia Scotland Tennent. Chức vô địch thuộc về câu lạc bộ ở SPL Heart of Midlothian khi đánh bại đội đến từ Second Division Gretna trong loạt sút luân lưu sau khi hòa 1–1 trong trận Chung kết. Hearts trở thành đội đầu tiên không thuộc Old Firm giành chức vô địch kể từ khi chính họ vô địch ở mùa giải 1997–98. Gretna được một suất tham dự UEFA Cup trong khi Hearts được quyền tham dự Champions League nhờ SPL.
Một cú sốc lớn xảy ra ở vòng Ba khi đội đến từ First Division Clyde đánh bại đương kim vô địch Celtic 2–1. Rangers bị loại ở vòng Bốn, thua 3–0 trên sân nhà trước Hibernian. Đội bóng của East of Scotland League Spartans vào đến vòng Bốn trước khi thất bại dưới tay đội bóng St Mirren sau trận đấu lại.

## Lịch thi đấu
| Vòng      | Ngày thi đấu đầu tiên | Số trận đấu | Số trận đấu | Số đội tham gia |
| Vòng      | Ngày thi đấu đầu tiên | Ban đầu     | Đấu lại     | Số đội tham gia |
| --------- | --------------------- | ----------- | ----------- | --------------- |
| Vòng Một  | 19 tháng 11 năm 2005  | 8           | 1           |                 |
| Vòng Hai  | 10 tháng 12 năm 2005  | 10          | 0           | 0 → 32          |
| Vòng Ba   | 7 tháng 1 năm 2006    | 16          | 3           | 32 → 16         |
| Vòng Bốn  | 4 tháng 2 năm 2006    | 8           | 6           | 16 → 80         |
| Tứ kết    | 25 tháng 2 năm 2006   | 4           | 1           | 8 → 4           |
| Bán kết   | 1 tháng 4 năm 2006    | 2           | 0           | 4 → 2           |
| Chung kết | 16 tháng 5 năm 2006   | 1           | 0           | 2 → 1           |

## Vòng Một
| Đội nhà          | Tỉ số | Đội khách          |
| ---------------- | ----- | ------------------ |
| Alloa Athletic   | 9 – 0 | Selkirk            |
| Stenhousemuir    | 3 – 2 | East Stirlingshire |
| Cowdenbeath      | 0 – 3 | Greenock Morton    |
| Dumbarton        | 4 – 1 | Forres Mechanics   |
| Spartans         | 1 – 0 | Berwick Rangers    |
| Stirling Albion  | 2 – 1 | Elgin City         |
| Partick Thistle  | 1 – 1 | Albion Rovers      |
| Preston Athletic | 2 – 6 | Gretna             |

### Đấu lại
| Đội nhà       | Tỉ số | Đội khách       |
| ------------- | ----- | --------------- |
| Albion Rovers | 1 – 3 | Partick Thistle |

## Vòng Hai
| Đội nhà         | Tỉ số | Đội khách            |
| --------------- | ----- | -------------------- |
| Alloa Athletic  | 1 – 0 | Montrose             |
| Arbroath        | 1 – 0 | Dumbarton            |
| Ayr United      | 3 – 2 | Greenock Morton      |
| East Fife       | 0 – 3 | Peterhead            |
| Gretna          | 6 – 1 | Cove Rangers         |
| Lossiemouth     | 0 – 5 | Spartans             |
| Queen's Park    | 2 – 0 | Raith Rovers         |
| Stenhousemuir   | 1 – 4 | Partick Thistle      |
| Stirling Albion | 1 – 0 | Inverurie Loco Works |
| Threave Rovers  | 0 – 4 | Forfar Athletic      |

## Vòng Ba
| Đội nhà              | Tỉ số | Đội khách           |
| -------------------- | ----- | ------------------- |
| Clyde                | 2 – 1 | Celtic              |
| Dundee               | 2 – 0 | Stranraer           |
| Alloa Athletic       | 1 – 1 | Livingston          |
| Dundee United        | 2 – 3 | Aberdeen            |
| Dunfermline Athletic | 3 – 4 | Airdrie United      |
| Falkirk              | 2 – 1 | Brechin City        |
| Heart of Midlothian  | 2 – 1 | Kilmarnock          |
| Hibernian            | 6 – 0 | Arbroath            |
| Inverness CT         | 1 – 1 | Ayr United          |
| Queen of the South   | 1 – 1 | Hamilton Academical |
| Rangers              | 5 – 0 | Peterhead           |
| Ross County          | 5 – 0 | Forfar Athletic     |
| Spartans             | 3 – 2 | Queen's Park        |
| St Johnstone         | 0 – 1 | Gretna              |
| St Mirren            | 3 – 0 | Motherwell          |
| Stirling Albion      | 0 – 1 | Partick Thistle     |

### Đấu lại
| Đội nhà             | Tỉ số | Đội khách          |
| ------------------- | ----- | ------------------ |
| Hamilton Academical | 1 – 0 | Queen of the South |
| Ayr United          | 0 – 2 | Inverness CT       |
| Livingston          | 1 – 2 | Alloa Athletic     |

## Vòng Bốn
| Airdrie United | 1 – 1 | Dundee      |
| -------------- | ----- | ----------- |
| McLaren 59'    |       | Deasley 21' |

| Clyde | 0 – 0 | Gretna |
| ----- | ----- | ------ |
|       |       |        |

| Falkirk     | 1 – 1 | Ross County |
| ----------- | ----- | ----------- |
| McBreen 79' |       | Cowin 17'   |

| Hamilton Academical | 0 – 0 | Alloa Athletic |
| ------------------- | ----- | -------------- |
|                     |       |                |

| Heart of Midlothian                              | 3 – 0 | Aberdeen |
| ------------------------------------------------ | ----- | -------- |
| Pospisil 21' · Elliot 34' · Pressley 45' (ph.đ.) |       |          |

| Inverness CT | 2 – 2 | Partick Thistle |
| ------------ | ----- | --------------- |
|              |       |                 |

| Rangers | 0 – 3 | Hibernian                               |
| ------- | ----- | --------------------------------------- |
|         |       | O'Connor 50' · Sproule 59' · Killen 78' |

| Spartans | 0 – 0 | St Mirren |
| -------- | ----- | --------- |
|          |       |           |

### Đấu lại
| Alloa Athletic | 0 – 3 | Hamilton Academical                              |
| -------------- | ----- | ------------------------------------------------ |
|                |       | McLaughlin 13' · Neil 19' (ph.đ.) · Ferguson 87' |

| Dundee                 | 2 – 0 | Airdrie United |
| ---------------------- | ----- | -------------- |
| Deasley 8' · Lynch 71' |       |                |

| Gretna                            | 4 – 0 | Clyde |
| --------------------------------- | ----- | ----- |
| Grady 25', 70', 82' · Deuchar 89' |       |       |

| Ross County | 0 – 1 | Falkirk |
| ----------- | ----- | ------- |
|             |       | Gow 63' |

| St Mirren                           | 3 – 0 | Spartans |
| ----------------------------------- | ----- | -------- |
| Sutton 12' · Adam 27' · Maxwell 68' |       |          |

| Partick Thistle | 1 – 1 (a.e.t.) (4 – 2 pen.) | Inverness CT |
| --------------- | --------------------------- | ------------ |
|                 |                             |              |

## Tứ kết
| Falkirk     | 1 – 5  | Hibernian                                                             |
| ----------- | ------ | --------------------------------------------------------------------- |
| McBreen 70' | Report | Riordan 9' · O'Connor 67' · Sproule 74' · Caldwell 77' · Fletcher 88' |

| Gretna      | 1 – 0  | St Mirren |
| ----------- | ------ | --------- |
| Deuchar 73' | Report |           |

| Hamilton Academical | 0 – 0  | Dundee |
| ------------------- | ------ | ------ |
|                     | Report |        |

| Heart of Midlothian            | 2 – 1  | Partick Thistle |
| ------------------------------ | ------ | --------------- |
| Jankauskas 6' · Cesnauskis 63' | Report | Roberts 75'     |

### Đấu lại
| Dundee                           | 3 – 2 (a.e.t.) | Hamilton Academical    |
| -------------------------------- | -------------- | ---------------------- |
| Mann 56' · Lynch 68' · Craig 91' | Report         | Juanjo 75' · Keogh 82' |

## Bán kết
| Gretna                                                | 3 – 0  | Dundee |
| ----------------------------------------------------- | ------ | ------ |
| Deuchar 45' · McGuffie 58' (ph.đ.) · Smith 82' (l.n.) | Report |        |

| Hibernian | 0 – 4  | Heart of Midlothian                            |
| --------- | ------ | ---------------------------------------------- |
|           | Report | Hartley 28', 59', 88' (ph.đ.) · Jankauskas 81' |

## Chung kết
| Heart of Midlothian | 1 – 1 (a.e.t.) (4 – 2 pen.) | Gretna       |
| ------------------- | --------------------------- | ------------ |
| Skacel 39'          | Report                      | McGuffie 76' |